# ソリエーラ
ソリエーラ（伊: Soliera）は、イタリア共和国エミリア＝ロマーニャ州モデナ県にある、人口約15,000人の基礎自治体（コムーネ）。

## 地理

### 位置・広がり

#### 隣接コムーネ
隣接するコムーネは以下の通り。
- バスティリア
- ボンポルト
- カルピ
- モーデナ
- サン・プロスペロ

### 気候分類・地震分類
ソリエーラにおけるイタリアの気候分類 (it) および度日は、zona E, 2249 GGである。
また、イタリアの地震リスク階級 (it) では、zona 3 (sismicità bassa) に分類される。

## 行政

### 分離集落
ソリエーラには、以下の分離集落（フラツィオーネ）がある。
- Limidi, Sozzigalli, Appalto, Secchia

## 姉妹都市
- Paiporta、スペイン